# D-lok
D-lok är den ellokstyp i Sverige som tillverkats i näst flest exemplar. Den är SJ:s första standardellok och konstruerades i samband med elektrifieringen av Västra stambanan. Det ursprungliga D-loket tillverkades i 333 exemplar mellan 1925 och 1943. På 1950-talet utvecklades en nyare version med beteckningarna Da och Dm. Loken byggdes av ASEA. Mellan åren 1967 och 1988 ersattes dessa lok av Rc-loken. Idag är D-loken inte längre i drift hos SJ men en del exemplar finns på museer och körs ibland i veterantåg. Loktypen anses idag vara en klassiker bland de svenska loken.

## Historia

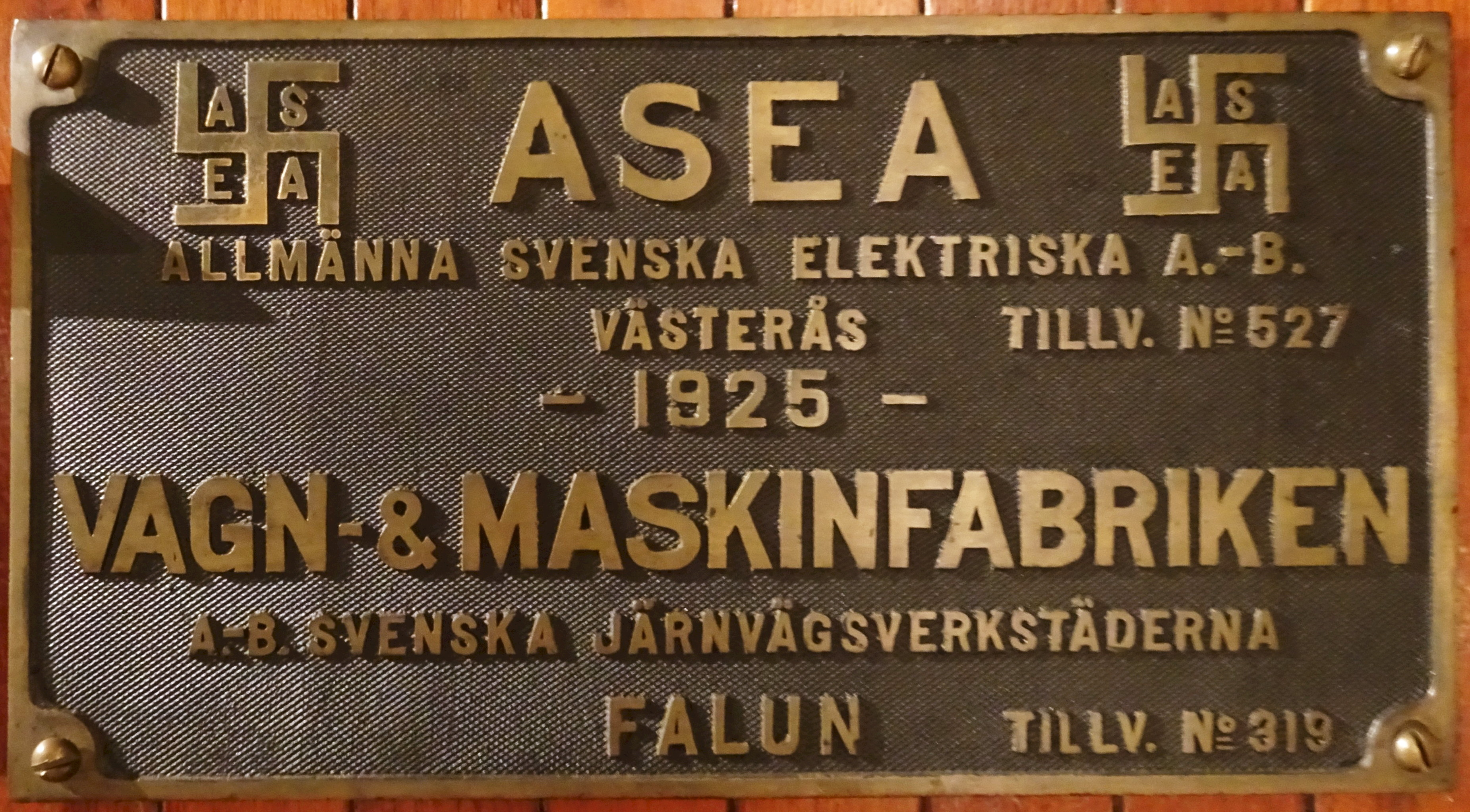
ASEA typskylt på D-lok nr 101 (1925).

D-loken utvecklades då SJ satte ihop en grupp som tog fram och studerade olika förslag då nya ellok behövdes på stambanorna längre söderut. De tvådelade Oa-loken, som också var SJ första ellok, ansågs inte vara lämpliga.

Man fastnade för ett lok med tre drivhjul och ett löphjul i varje ände och den 30 oktober 1923 beställde SJ 50 lok av ASEA till en kostnad av 214 000 kronor per styck. ASEA var ansvarig leverantör och levererade den elektriska utrustningen, medan den mekaniska utrustningen levererades av loktillverkarna ASJ, Motala Verkstad och Nohab. De två första loken levererades i maj 1925 och de sista Du2-loken användes ända fram till 1988. 

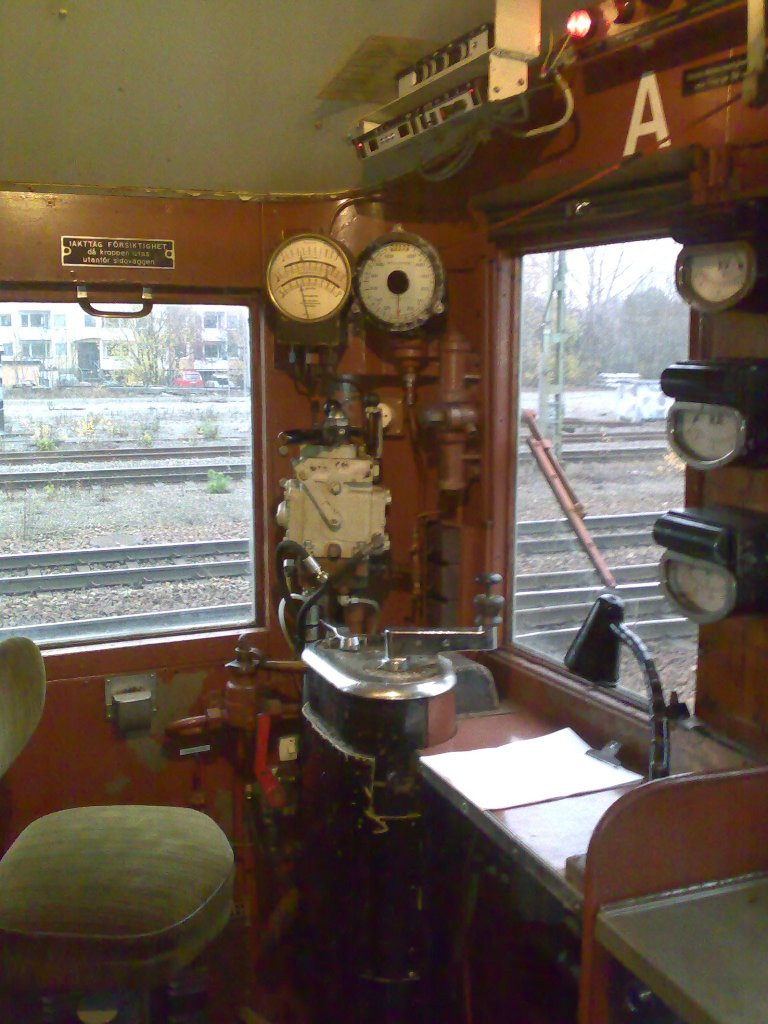
Du2 581 förarhytt i Örebro.

## Motorer
D-loken har haft tre olika generationer av motorer. Den ursprungliga motorn, ASEA KJ 136, var 12-polig och hade en timeffekt på 830hk / 610 kW. Littera Ds och den ursprungliga versionen Dg var utrustade med denna motor. Från och med 1936 levererades D-loken med den andra generationens motor, ASEA KJ 137. Denna motor hade en timeffekt på 1000hk/ 735 kW. Lok växlade för 100 km/h med denna motor fick littera Dk medan de lägre växlade loken fortfarande fick littera Dg. Tidigare D-lok byggdes successivt om med den nyare motorn vid revision.
När Da-loken utvecklades på 1950-talet togs även en ny motor fram. Den var på 920 kW och fick beteckningen KJC 137. För att tidigare D-lok skulle kunna gå i samma omlopp som de nya Da-loken, kom D-loken att byta motor ytterligare en gång. I samband med detta byte fick loken littera Du.
Anm. timeffekt är den effekt en traktionsmotor kan avge under en timme. Den kontinuerliga effekten är oftast något lägre.

### Körläge - elutrustning
D-loken (utom littera Df) hade 16½ körläge. Det första körläget hade märkningen ½ och användes vid start. D-loken hade 18 kontaktorer för körströmmen och hade tredelning av körströmmen.

## Korgtyper
D-loken har haft fyra olika huvudtyper av korgar. Därutöver förekom ett antal modifieringar av dessa korgtyper, varav träkorgen med stålhytter var den mest förekommande.

### Träkorg
Den första huvudtypen av lokkorg som D-loken levererades med var träkorgen. Mellan 1925 och 1933 levererades alla lok med denna korg. De var försedda med frontdörr och övergångsbrygga. De sista loken med träkorg slopades 1977. 134 lok levererades med träkorg. Idag finns det två D-lok med träkorg kvar. Du109 i Kristianstad, och D101 i Gävle.

### Stålkorg

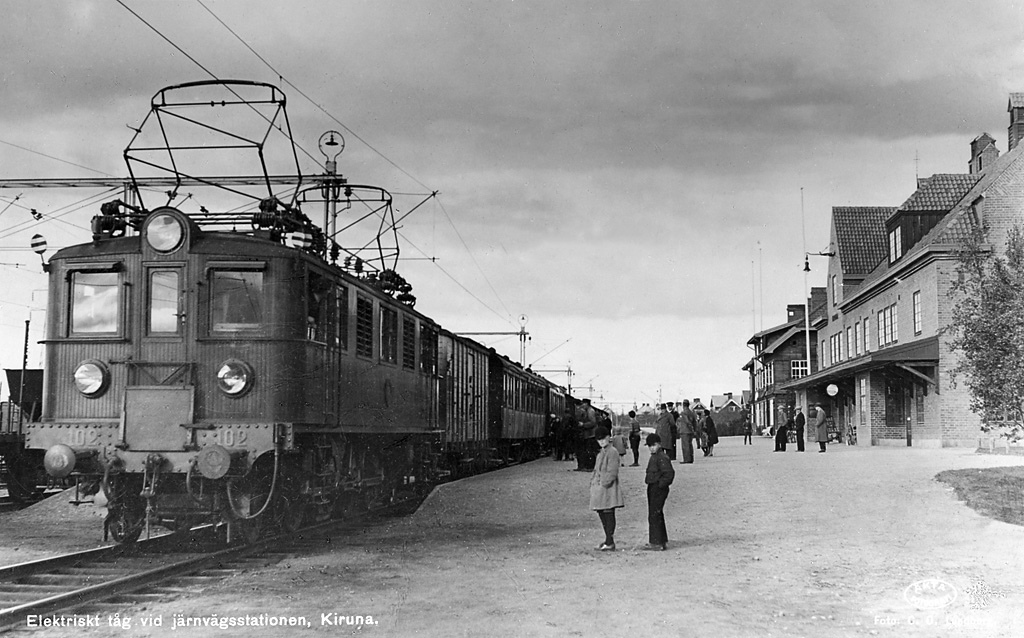
D i Kiruna

Typskiss av SJ D med trälåda från lager av SBB Historic

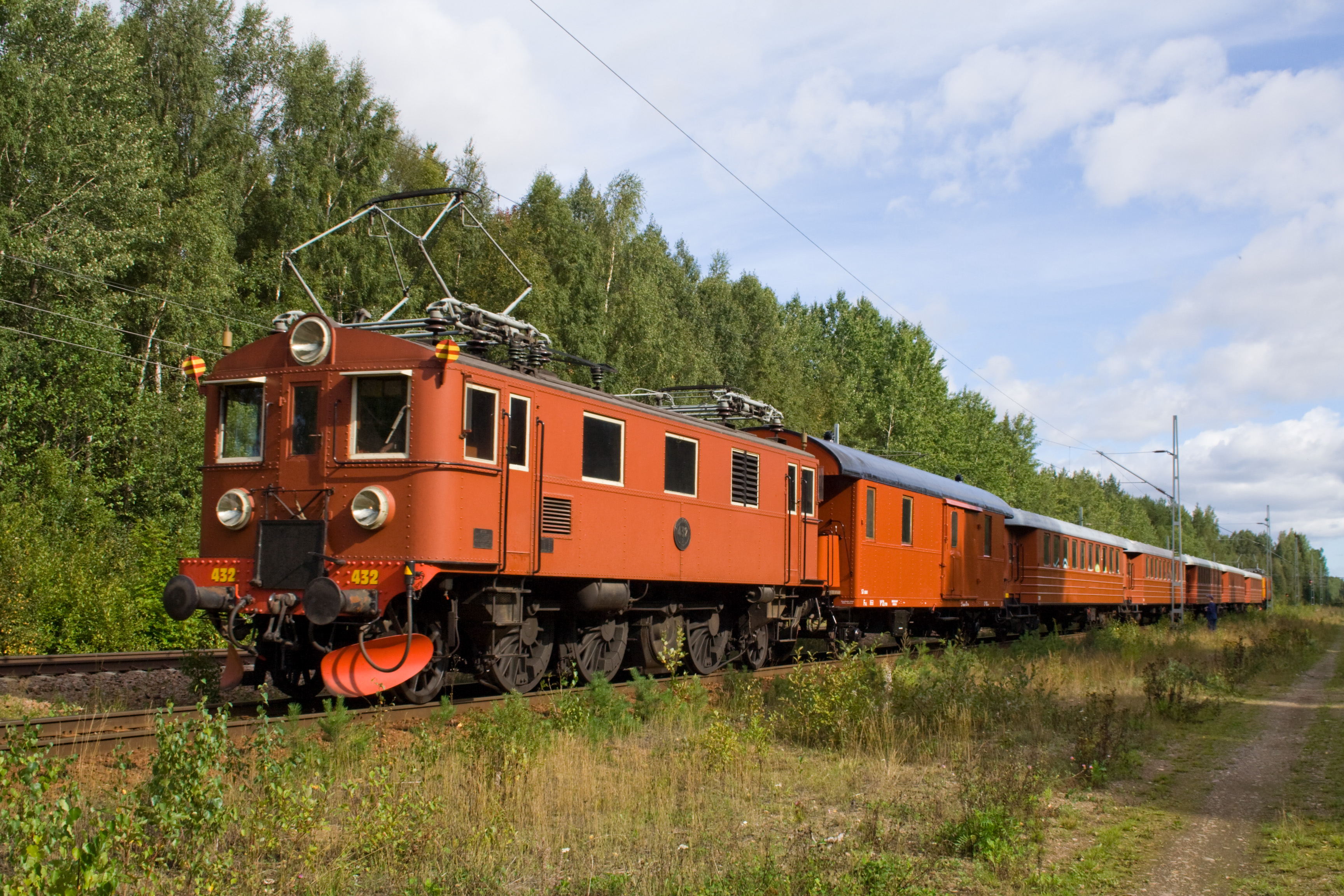
SJ D i stålkorgsutförande utanför Gävle

Efter 1933 gick SJ över till stålkorg på nytillverkade D-lok. Därigenom fick man en hållbarare korg som gav föraren ett bättre skydd än den gamla träkorgen. Även denna korgtyp var försedd med frontdörr och övergångsbrygga. På 1960-talet då frontdörren inte länge hade någon funktion sattes denna igen för att minska draget i hytten. 187 lok levererades med denna korgtyp.

### Du2-korgen
De lok som byggdes om till Du2 fick i samband med detta frontdörren igensatt, en multipeldosa monterad på den tidigare dörren samt en röd slutsignallampa bredvid den övre strålkastaren.

### Privatbanekorg
När Bergslagernas Järnvägar (BJ) och Dalslands Järnväg (DJ) beställde D-lok, utfördes dessa med en delvis lutande front och utan frontdörr. Tolv lok utfördes på detta sätt.

### Ombyggda träkorgar
Vid reparation av trasiga träkorgar efter införandet av stålkorg, byttes antingen hela korgen ut mot en stålkorg, ofta i ett utförande utan frontdörr, eller så byttes bara hytterna mot stålhytter. Tretton lok fick stålkorg, sex lok stålhytter i båda ändarna och ett lok kom att få stålhytt endast i ena änden.

## SJ:s standardversioner
Underlittera på D-loken är givna efter lokens funktion och följer därför inte deras utseende. Från början skilde man på lok för godståg, som var lägre växlade, och lok för persontåg. I och med Du-loken försvann denna skillnad eftersom dessa lok var tillräckligt starka för att klara av att gå i 100 km/h och ändå dra tunga godståg.

### Ds
Ds var den ursprungliga D-loksvarianten med utväxling för persontågstrafik. Från början var de tillåtna att gå i 90 km/h. 1936 höjdes den tillåtna hastigheten till 100 km/h. Tillverkningen upphörde i och med att en starkare motor infördes i lok som fick beteckningen Dk. De existerande loken byggdes undan för undan om till Dk, varpå underlitteran försvann. 159 lok har någon gång haft littera Ds.

### Dg
Dg var den andra av de två ursprungliga typerna. Den var växlad för 70 km/h och avsedd för godståg. Från och med 1936 höjdes den tillåtna hastigheten till 75 km/h. Även denna loktyp fick senare starkare motor men däremot ingen ny underlittera. Alltså har det funnits två typer av Dg-lok. Under andra världskriget byggdes alla D-lok med träkorg om till Dg-lok. Denna typ kom att finnas kvar ända till 1976. Många Dg-lok kom med tiden att byggas om till Du-lok. Totalt har det funnits 186 Dg-lok, dock inte samtidigt.

### Dk
När man började tillverka persontågslok med starkare motorer fick de littera Dk. De hade en maxhastighet på 100 km/h. Denna loktyp var den sista bland de serietillverkade loken som är en originaltyp. Övriga typer har tillkommit genom ombyggnad, förutom fallen Dr och Df som var specialtyper som endast har funnits i enstaka exemplar. Det sista Dk-loket tillverkades 1943 och därmed var arton års tillverkning av D-lok över. 
När Da-loket introducerades, påbörjades byte till samma motor som i Da-lok, varpå loken fick littera Du. Loktypen försvann 1975. Sammanlagt har det funnits 117 Dk-lok varav 73 har levererats som Dk.

### Du
Loktypen uppkom i början av 1950-talet när man utrustade Dk-, Ds- och Dg-lok med motorer av samma typ som i Da-loken. Många av loken fick också frontdörren igensatt. I och med ombyggnaden upphörde skillnaden mellan godstågs-D-lok och persontågs-D-lok genom att alla loken växlades för 100 km/h. Du-loket blev ett allroundlok även om de på slutet huvudsakligen användes som godstågslok. Loktypen försvann 1977 genom skrotning av de sista loken med träkorg. Stålkorgsloken hade då byggts om till Du2. 244 av D-loken har någon gång varit Du-lok.

### Du2
För att kunna använda D-lok i samma omlopp som Rc-lok, utrustades Du-lok med multipeldosa så att de kunde köras två och två. Denna ombyggnad gjordes med början 1967 fram till och med 1976 och var den sista ombyggnaden som genomfördes. Förutom multipelutrustning fick loken även rullager. 162 D-lok byggdes om till Du2-lok. Du2-loken var den sista av D-lokstyperna som var i tjänst och försvann inte förrän 1988. Därmed var den sextiotre år långa D-loksperioden slut. Det lok som blev äldst uppnådde en ålder av 55 år.

## SJ:s specialversioner
På grund av olika prov kom det att byggas ett antal specialversioner av D-lok. Dessa byggdes bara i enstaka exemplar.

### Dr
Loktypen byggdes för att testa om det var möjligt att köra D-loken i 120 km/h. Av den anledningen fick loktypen en annan utväxling och en annan koppelstång av lättare typ. Två olika lok användes för testet. Dels 415, som förutom koppelstängerna var ett vanligt Dk-lok, och dels 208, som när det inte användes för höghastighetsprovet var Df-loket.
Proven inleddes 1937 och pågick först till och med 1944. I denna omgång användes 415. 1949 genomfördes en andra omgång då först 415 och sedan 208 användes. Båda loken råkade ut för kuggväxelhaveri under testerna. Enda resultatet var att de D-lok som levererades till privatbanorna fick den utprovade typen av koppelstång men inte högre hastighet än 110 km/h.

### Df
Efter utvecklingen av nytt reglersystem för F- och M-loken beslöt SJ sig för att testa reglersystem med fler steg även i ett D-lok, nr 208, och detta lok kallades Df. Detta lok kom också att användas för prov med 120 km/h-växel men då med littera Dr. I samband med detta test fick loket byta motor till den starkare typ KJA137. Loket fanns kvar i tjänst i detta utförande fram till 1975 då det slopades.

### Dg2
Denna loktyp är ett D-lok med en ytterligare drivaxel och har således axelföljden 1'D1' i stället för 1'C1' som var det vanliga. Man byggde om loket 1950, efter en kollision i Hallsberg 1948, som en prototyp för godstågslok i södra Sverige. Experimentet föll väl ut och man diskuterade ett tag att bygga om fler D-lok enligt denna modell men det enda som blev av var att Dm-loken fick fyra drivaxlar i stället för tre. Loket gick i trafik fram till och med 1976.

## Privatbanelok
Två privatbanor, nämligen BJ och DJ, köpte också D-lok. Dessa var något annorlunda än SJ:s. Efter förstatligandet kom de att ingå i SJ:s lokpark.

### Ds, SJ littera Dr2, senare Dk
BJ:s lok var samma som SJ:s Dk förutom att det hade en hytt där övre halvan var inåtlutad och att de var växlade för 110 km/h och därför hade samma typ av koppelstång som SJ provat på Dr. Även efter att loken hade kommit till SJ, kom de att användas på sin gamla järnväg eftersom de inte överensstämde med SJ:s övriga lok och därför var svåra att samutnyttja med dessa. I början av 1960-talet fick de samma växel som Dk-loken och döptes därmed också till Dk. Loken slopades mellan 1974 och 1979.

### Dk, SJ littera Dk2, senare Dk
De lok som DJ köpte kallade man för Dk enligt SJ:s system. De var likadana som BJ:s lok med den skillnaden att de var växlade för 100 km/h. Även dessa lok kom huvudsakligen att användas på Bergslagsbanan även efter att SJ tog över loken. Det sista loket var i tjänst till och med 1976.